# ساکاموتو هاچیهی
ساکاموتو هاچیهی (به ژاپنی: 坂本直足)، ساکاموتو نائوتاری (به ژاپنی: 坂本直足) (۱۷۹۷–۱۸۵۶ میلادی) یک سامورایی در اواخر دوره ادو از اهالی قلمروی توسا و پدر ساکاموتو ریوما بود.